# Elecciones municipales de 1979 en la provincia de Santander
Las elecciones municipales de 1979 en la provincia de Santander se celebraron el 3 de abril, de acuerdo con el Real Decreto de convocatoria de elecciones locales en España dispuesto el 26 de enero de 1979 y publicado en el Boletín Oficial del Estado el 27 de enero. siendo las primeras elecciones municipales democráticas después del franquismo. Asimismo, fueron las únicas elecciones municipales celebradas en la provincia de Santander antes de la entrada en vigor del Estatuto de Autonomía de Cantabria el 1 de febrero de 1982 y que supuso el cambio de denominación de la provincia. Se eligieron los concejales de los 102 ayuntamientos de la provincia de Santander, así como los alcaldes en el caso de los municipios con concejo abierto.
Los concejales de los ayuntamientos son elegidos a través de un sistema proporcional (con reparto d'Hondt), con listas cerradas y un umbral electoral del 5 %. Los alcaldes de municipios en régimen de concejo abierto son elegidos mediante un sistema mayoritario.

## Demografía electoral
| Censo electoral | 539 829 | Municipios de la provincia de Santander, la circunscripción electoral. |
| Votantes        | 375 666 | Municipios de la provincia de Santander, la circunscripción electoral. |
| Participación   | 249 169 | Municipios de la provincia de Santander, la circunscripción electoral. |
| Votos válidos   | 245 530 | Municipios de la provincia de Santander, la circunscripción electoral. |
| Votos en blanco | 0       | Municipios de la provincia de Santander, la circunscripción electoral. |
| Votos nulos     | 3639    | Municipios de la provincia de Santander, la circunscripción electoral. |
| Municipios      | 102     | Municipios de la provincia de Santander, la circunscripción electoral. |

## Jornada electoral
La jornada electoral comenzó a las 8:00 de la mañana con la constitución de las 806 mesas electorales en sus sedes por parte de los presidentes de mesa, vocales y suplentes, la presentación de los interventores de los partidos políticos y la constatación de la presencia de todos los elementos necesarios para la votación. Tras levantarse el acta de constitución de mesa, a las 8:30 horas, los colegios electorales abrieron sus puertas a las 9:00 de la mañana para que los ciudadanos inscritos en ellos comenzaran a votar.

### Participación
Al ser las primeras elecciones municipales democráticas después del franquismo, no se puede comparar con la participación de procesos anteriores. Se incluye la participación al final de la jornada, único dato proporcionado, comparándolo con el correspondiente a las elecciones al Congreso celebradas en marzo del mismo año, esto es, apenas un mes antes, pese a ser distintos procesos distintos es el dato previo que puede servir de referencia. Cabe destacar que, aunque algo menor, la participación en estas elecciones municipales no fue muy diferente al proceso electoral previo.
|  | 66,33 % |

|  | 70,45 % |

## Resultados electorales
La fuerza política más votada fue Unión del Centro Democrático (UCD) que también obtuvo el mayor número de concejales. El segundo partido, en cuanto a número de votos, resultó el Partido Socialista de Cantabria (PSC-PSOE) si bien, en cuanto al número de representantes quedó en tercer lugar por detrás de un conjunto de varias agrupaciones independientes de muy diverso signo político.
En cinco de las diez principales ciudades de la provincia la lista más votada fue la presentada por la UCD aunque en ninguna de ellas obtuvo la mayoría absoluta.

### Resultados globales
|  | 32,54 % |

|  | 23,22 % |

|  | 19,25 % |

|  | 9,72 % |

|  | 6,17 % |

|  | 2,37 % |

|  | 98,54 % |

### Resultados en los principales municipios
A continuación aparecen las candidaturas con representantes electos en los municipios de la provincia de Santander de mayor población, que suman un total de 327 222 habitantes y que suponen un 60,62% del conjunto de habitantes de la provincia (539 829 hab.).
| Municipio                      | Municipio                                                                           | Candidaturas (cabeza de lista)                       | Candidaturas (cabeza de lista)                                     | % Voto | Votos  | Variación votos | Concejales | Variación concejales |
| ------------------------------ | ----------------------------------------------------------------------------------- | ---------------------------------------------------- | ------------------------------------------------------------------ | ------ | ------ | --------------- | ---------- | -------------------- |
|                                | Santander 27 concejales Población: 179 694 (1979) Censo electoral: 127 341          |                                                      | Unión de Centro Democrático (Juan Hormaechea Cazón)                | 33,78  | 25 266 | -               | 10         | -                    |
|                                | Santander 27 concejales Población: 179 694 (1979) Censo electoral: 127 341          | Partido Socialista de Cantabria-PSOE                 | 23,47                                                              | 17 556 | -      | 7               | -          |                      |
|                                | Santander 27 concejales Población: 179 694 (1979) Censo electoral: 127 341          | Partido Regionalista de Cantabria                    | 13,93                                                              | 10 416 | -      | 4               | -          |                      |
|                                | Santander 27 concejales Población: 179 694 (1979) Censo electoral: 127 341          | Agrupación Independiente de Derechas                 | 11,95                                                              | 8941   | -      | 3               | -          |                      |
|                                | Santander 27 concejales Población: 179 694 (1979) Censo electoral: 127 341          | Partido Comunista de España                          | 8,66                                                               | 6476   | -      | 2               | -          |                      |
|                                | Santander 27 concejales Población: 179 694 (1979) Censo electoral: 127 341          | Partido del Trabajo de Cantabria                     | 6,00                                                               | 4486   | -      | 1               | -          |                      |
|                                | Santander 27 concejales Población: 179 694 (1979) Censo electoral: 127 341          | Partido Socialista Obrero Español (Sector Histórico) | 1,31                                                               | 977    | -      | 0               | -          |                      |
|                                | Santander 27 concejales Población: 179 694 (1979) Censo electoral: 127 341          | Falange Española de las JONS (Auténtica)             | 0,58                                                               | 432    | -      | 0               | -          |                      |
|                                | Santander 27 concejales Población: 179 694 (1979) Censo electoral: 127 341          | Liga Comunista Revolucionaria                        | 0,33                                                               | 246    | -      | 0               | -          |                      |
|                                |                                                                                     |                                                      |                                                                    |        |        |                 |            |                      |
|                                | Torrelavega 25 concejales Población: 54 512 (1979) Censo electoral: 41 283          |                                                      | Partido Socialista de Cantabria-PSOE (Manuel Teira Fernández)      | 28,71  | 7543   | -               | 7          | -                    |
|                                | Torrelavega 25 concejales Población: 54 512 (1979) Censo electoral: 41 283          | Unión de Centro Democrático                          | 19,10                                                              | 5017   | -      | 5               | -          |                      |
|                                | Torrelavega 25 concejales Población: 54 512 (1979) Censo electoral: 41 283          | Candidatura Popular Independiente                    | 18,38                                                              | 4828   | -      | 5               | -          |                      |
|                                | Torrelavega 25 concejales Población: 54 512 (1979) Censo electoral: 41 283          | Partido Comunista de España                          | 9,65                                                               | 2535   | -      | 2               | -          |                      |
|                                | Torrelavega 25 concejales Población: 54 512 (1979) Censo electoral: 41 283          | Coalición Democrática                                | 9,07                                                               | 2383   | -      | 2               | -          |                      |
|                                | Torrelavega 25 concejales Población: 54 512 (1979) Censo electoral: 41 283          | Organización Revolucionaria de Trabajadores          | 7,63                                                               | 2004   | -      | 2               | -          |                      |
|                                | Torrelavega 25 concejales Población: 54 512 (1979) Censo electoral: 41 283          | Partido Regionalista de Cantabria                    | 7,47                                                               | 1963   | -      | 2               | -          |                      |
|                                | Torrelavega 25 concejales Población: 54 512 (1979) Censo electoral: 41 283          | Partido del Trabajo de Cantabria                     | 0,00                                                               | 0      | -      | 0               | -          |                      |
|                                |                                                                                     |                                                      |                                                                    |        |        |                 |            |                      |
|                                | Camargo 17 concejales Población: 18 623 (1979) Censo electoral: 12 718              |                                                      | Unión de Centro Democrático (José María Bárcena Bolado)            | 39,58  | 3348   | -               | 8          | -                    |
|                                | Camargo 17 concejales Población: 18 623 (1979) Censo electoral: 12 718              | Partido Socialista de Cantabria-PSOE                 | 32,91                                                              | 2784   | -      | 6               | -          |                      |
|                                | Camargo 17 concejales Población: 18 623 (1979) Censo electoral: 12 718              | Partido Regionalista de Cantabria                    | 9,27                                                               | 784    | -      | 1               | -          |                      |
|                                | Camargo 17 concejales Población: 18 623 (1979) Censo electoral: 12 718              | Agrupación Independiente de Derechas                 | 8,84                                                               | 748    | -      | 1               | -          |                      |
|                                | Camargo 17 concejales Población: 18 623 (1979) Censo electoral: 12 718              | Partido Comunista de España                          | 5,36                                                               | 453    | -      | 1               | -          |                      |
|                                | Camargo 17 concejales Población: 18 623 (1979) Censo electoral: 12 718              | Partido del Trabajo de Cantabria                     | 4,04                                                               | 342    | -      | 0               | -          |                      |
|                                |                                                                                     |                                                      |                                                                    |        |        |                 |            |                      |
|                                | Castro-Urdiales 17 concejales Población: 13 114 (1979) Censo electoral: 9519        |                                                      | Unión Electoral Independiente (Manuel Gutiérrez Elorza)            | 58,18  | 4239   | -               | 11         | -                    |
|                                | Castro-Urdiales 17 concejales Población: 13 114 (1979) Censo electoral: 9519        | Izquierda Castreña Unida                             | 22,93                                                              | 1671   | -      | 4               | -          |                      |
|                                | Castro-Urdiales 17 concejales Población: 13 114 (1979) Censo electoral: 9519        | Partido Socialista de Cantabria-PSOE                 | 8,63                                                               | 629    | -      | 1               | -          |                      |
|                                | Castro-Urdiales 17 concejales Población: 13 114 (1979) Censo electoral: 9519        | Unión de Centro Democrático                          | 6,42                                                               | 468    | -      | 1               | -          |                      |
|                                | Castro-Urdiales 17 concejales Población: 13 114 (1979) Censo electoral: 9519        | Partido Comunista de España                          | 3,83                                                               | 279    | -      | 0               | -          |                      |
|                                |                                                                                     |                                                      |                                                                    |        |        |                 |            |                      |
|                                | Reinosa 17 concejales Población: 13 044 (1979) Censo electoral: 9405                |                                                      | Unión de Centro Democrático (Francisco Fernández-Cotero Fernández) | 32,52  | 2145   | -               | 6          | -                    |
|                                | Reinosa 17 concejales Población: 13 044 (1979) Censo electoral: 9405                | Partido Socialista de Cantabria-PSOE                 | 27,64                                                              | 1823   | -      | 5               | -          |                      |
|                                | Reinosa 17 concejales Población: 13 044 (1979) Censo electoral: 9405                | Agrupación Independiente                             | 20,73                                                              | 1367   | -      | 3               | -          |                      |
|                                | Reinosa 17 concejales Población: 13 044 (1979) Censo electoral: 9405                | Partido Comunista de España                          | 16,44                                                              | 1084   | -      | 3               | -          |                      |
|                                | Reinosa 17 concejales Población: 13 044 (1979) Censo electoral: 9405                | Partido del Trabajo de Cantabria                     | 2,67                                                               | 176    | -      | 0               | -          |                      |
|                                |                                                                                     |                                                      |                                                                    |        |        |                 |            |                      |
|                                | Laredo 17 concejales Población: 12 110 (1979) Censo electoral: 8436                 |                                                      | Coalición Democrática (José Revilla Camino)                        | 41,39  | 2447   | -               | 8          | -                    |
|                                | Laredo 17 concejales Población: 12 110 (1979) Censo electoral: 8436                 | Partido Socialista de Cantabria-PSOE                 | 20,08                                                              | 1187   | -      | 3               | -          |                      |
|                                | Laredo 17 concejales Población: 12 110 (1979) Censo electoral: 8436                 | Partido Comunista de España                          | 16,97                                                              | 1003   | -      | 3               | -          |                      |
|                                | Laredo 17 concejales Población: 12 110 (1979) Censo electoral: 8436                 | Unión de Centro Democrático                          | 11,11                                                              | 657    | -      | 2               | -          |                      |
|                                | Laredo 17 concejales Población: 12 110 (1979) Censo electoral: 8436                 | Partido Regionalista de Cantabria                    | 8,76                                                               | 518    | -      | 1               | -          |                      |
|                                | Laredo 17 concejales Población: 12 110 (1979) Censo electoral: 8436                 | Falange Española de las JONS (Auténtica)             | 1,69                                                               | 100    | -      | 0               | -          |                      |
|                                |                                                                                     |                                                      |                                                                    |        |        |                 |            |                      |
|                                | Santoña 17 concejales Población: 11 080 (1979) Censo electoral: 7994                |                                                      | Unión de Centro Democrático (José Luis Gutiérrez Bicarregui)       | 32,40  | 1589   | -               | 6          | -                    |
|                                | Santoña 17 concejales Población: 11 080 (1979) Censo electoral: 7994                | Agrupación Electoral                                 | 22,74                                                              | 1115   | -      | 4               | -          |                      |
|                                | Santoña 17 concejales Población: 11 080 (1979) Censo electoral: 7994                | Partido Socialista de Cantabria-PSOE                 | 23,53                                                              | 1105   | -      | 4               | -          |                      |
|                                | Santoña 17 concejales Población: 11 080 (1979) Censo electoral: 7994                | Partido Regionalista de Cantabria                    | 9,67                                                               | 474    | -      | 1               | -          |                      |
|                                | Santoña 17 concejales Población: 11 080 (1979) Censo electoral: 7994                | Partido Comunista de España                          | 6,50                                                               | 319    | -      | 1               | -          |                      |
|                                | Santoña 17 concejales Población: 11 080 (1979) Censo electoral: 7994                | Falange Española de las JONS (Auténtica)             | 6,16                                                               | 302    | -      | 1               | -          |                      |
|                                |                                                                                     |                                                      |                                                                    |        |        |                 |            |                      |
|                                | El Astillero 17 concejales Población: 10 620 (1979) Censo electoral: 7611           |                                                      | Unión de Centro Democrático (Censuro Ayllón Martínez)              | 28,50  | 1534   | -               | 6          | -                    |
|                                | El Astillero 17 concejales Población: 10 620 (1979) Censo electoral: 7611           | Partido Socialista de Cantabria-PSOE                 | 26,72                                                              | 1438   | -      | 5               | -          |                      |
|                                | El Astillero 17 concejales Población: 10 620 (1979) Censo electoral: 7611           | Agrupación de Asociaciones Independientes            | 18,04                                                              | 971    | -      | 3               | -          |                      |
|                                | El Astillero 17 concejales Población: 10 620 (1979) Censo electoral: 7611           | Partido Comunista de España                          | 8,70                                                               | 468    | -      | 1               | -          |                      |
|                                | El Astillero 17 concejales Población: 10 620 (1979) Censo electoral: 7611           | Agrupación Independiente de Derechas                 | 7,06                                                               | 380    | -      | 1               | -          |                      |
|                                | El Astillero 17 concejales Población: 10 620 (1979) Censo electoral: 7611           | Partido Socialista Obrero Español (Sector Histórico) | 6,73                                                               | 362    | -      | 1               | -          |                      |
|                                | El Astillero 17 concejales Población: 10 620 (1979) Censo electoral: 7611           | Partido del Trabajo de Cantabria                     | 4,25                                                               | 229    | -      | 0               | -          |                      |
|                                |                                                                                     |                                                      |                                                                    |        |        |                 |            |                      |
|                                | Los Corrales de Buelna 17 concejales Población: 10 298 (1979) Censo electoral: 7497 |                                                      | Partido Socialista de Cantabria-PSOE (Ángel Estrada Reguero)       | 39,99  | 2276   | -               | 7          | -                    |
|                                | Los Corrales de Buelna 17 concejales Población: 10 298 (1979) Censo electoral: 7497 | Unión de Centro Democrático                          | 27,20                                                              | 1548   | -      | 5               | -          |                      |
|                                | Los Corrales de Buelna 17 concejales Población: 10 298 (1979) Censo electoral: 7497 | Agrupación Independiente, Responsabilidad y Trabajo  | 19,80                                                              | 1127   | -      | 3               | -          |                      |
|                                | Los Corrales de Buelna 17 concejales Población: 10 298 (1979) Censo electoral: 7497 | Organización Revolucionaria de Trabajadores          | 6,57                                                               | 374    | -      | 1               | -          |                      |
|                                | Los Corrales de Buelna 17 concejales Población: 10 298 (1979) Censo electoral: 7497 | Partido Comunista de España                          | 6,43                                                               | 366    | -      | 0               | -          |                      |
|                                | Los Corrales de Buelna 17 concejales Población: 10 298 (1979) Censo electoral: 7497 | Partido del Trabajo de Cantabria                     | 0,00                                                               | 0      | -      | 0               | -          |                      |
|                                |                                                                                     |                                                      |                                                                    |        |        |                 |            |                      |
|                                | Piélagos 13 concejales Población: 9012 (1979) Censo electoral: 6648                 |                                                      | Partido Socialista de Cantabria-PSOE (Felipe Ortíz Martínez)       | 45,68  | 2156   | -               | 7          | -                    |
|                                | Piélagos 13 concejales Población: 9012 (1979) Censo electoral: 6648                 | Unión de Centro Democrático                          | 27,94                                                              | 1319   | -      | 4               | -          |                      |
|                                | Piélagos 13 concejales Población: 9012 (1979) Censo electoral: 6648                 | Agrupación Independiente de Derechas                 | 15,38                                                              | 726    | -      | 2               | -          |                      |
|                                | Piélagos 13 concejales Población: 9012 (1979) Censo electoral: 6648                 | Partido Comunista de España                          | 5,61                                                               | 265    | -      | 0               | -          |                      |
|                                | Piélagos 13 concejales Población: 9012 (1979) Censo electoral: 6648                 | Partido Regionalista de Cantabria                    | 4,68                                                               | 221    | -      | 0               | -          |                      |
|                                | Piélagos 13 concejales Población: 9012 (1979) Censo electoral: 6648                 | Organización Revolucionaria de Trabajadores          | 0,70                                                               | 33     | -      | 0               | -          |                      |
| Fuente: Ministerio de Interior |                                                                                     |                                                      |                                                                    |        |        |                 |            |                      |